# Tok'ra
Tok'ra (množné číslo Tok'rové) jsou fiktivní rasou ve sci-fi seriálu Hvězdná brána.
Biologicky jsou Tok'rové stejnou rasou jako Goa'uldi, oponují jim však v jejich filosofii. Tok'rové nevyužívají své hostitele, ale žijí v pravé symbióze. Hostitel se tak dožívá kolem 200 let, a tím se opět liší od Goa'uldů, kteří používají sarkofág a dožívají se tisíců let. V důsledku odlišné filosofie jsou nepřátelé vládců soustavy. Ve druhé řadě uzavřou alianci proti Goa'uldům s Tau'ri a svobodnými Jaffy. Tok'rové žijí v podzemí planet v tunelech vytvořených z krystalů. Pokud jsou odhaleni, ihned evakuují celý komplex na jinou bezpečnou planetu. Vládu tvoří Nejvyšší rada Tok'rů.

## Historie
Na úplném začátku byli pouze Goa'uldi, tedy převážně symbionti, kteří zřejmě vznikli v bažinách společně s Unasy, kteří se poté stali pravděpodobně jejich prvními hostiteli. Když se Goa'uldé vyvinuli, naučili se používat hvězdnou bránu a postavili vesmírné lodě, objevili planetu Zemi. Lidé se zdáli jako hostitelé mnohem lepší volbou než Unasové. Goa'uldská královna Egerie se proti tomuto postupu postavila. Začala svou myšlenku a názory geneticky předávat svým dětem. Egerie tuto myšlenku prosazovala mezi Goa'uldy, ale mocní, arogantní a vládychtiví Goa'uldi ji zavrhli.
Ra, jeden z nejmocnějších Goa'uldů, začal bojovat proti Egerii. Raovi se nakonec podařilo Egerii zajmout a začal ji mučit, aby odvolala své myšlenky a své názory. Egeriiny děti začaly otevřenou válku proti Raovi. Proto si začali říkat Tok'rové (což v překladu znamená „proti Raovi“). Tok'rové se snažily zachránit Egerii, ale Ra ji stále přemisťoval. Po dlouhých letech otevřených bojů si Tok'rové uvědomili, že otevřený boj nic nevyřeší a že jejich počet rapidně klesá. Rozhodli se proto pro dlouhodobější a pasivnější způsob boje. Začali se skrývat a infiltrovat ostatní Goa'uldy. Vedli partyzánský styl boje (zrady, sabotáže, špionáž …). Tok'rové se zaměřili na výzkum, který by jim přinesl výhodu v boji proti Goa'uldům.

### Spojenectví s Tau'ri
Aktivita Tau'ri začala narušovat převahu Goa'uldů a Tok'rové si uvědomili že nejsou ve svém boji sami. Nakonec uzavřeli s Tau'ri a svobodnými Jaffy alianci. Mnohokrát také Tau'ri poskytli cenné zpravodajské informace o různých Goa'uldech.
Královnu Egerii objevili právě Pozemšťané na planetě Pangar, kde se z jejích potomků extrahovala látka, ze které se vyráběl lék tretonin. S její pomocí byl tento lék dodělán a významně přispěl ke konečné porážce Goa'uldů.

## Postavy Tok'rů

### Anise
Anise Je vědkyně a archeoložka Tok'rů. Její hostitel se jmenuje Freya. Poprvé se objevila v epizodě Odkaz Ataniků, ve které zkoušela na SG-1 Atanické náramky. V epizodě Na rozcestí pomáhá najít hostitele Hebrona pro goa'ulda, kterého ve svém vaku nosí Teal'cova přítelkyně Shan'auc. Anise pomáhala při odhalování možných Za'tarců v řadách personálu SGC.

### Jolinar z Malkshuru
Jolinar z Malkshuru byla vlivnou členkou odporu Tok'rů. Podle Teal'ca, kdysi vedla armádu, která se chystala porazit Vládce soustavy. Jejím prvním hostitelem byla Rosha, která se velmi sblížila s Martoufem. První zmínka o ní byla v epizodě Při výkonu služby, kde se její hostitelkou stala nedobrovolně Samantha Carterová.

### Martouf
Martouf je hostitelem Tok'ry Lantashe. Martouf i Lantash byli více než 100 let druhy Jolinar z Malkshuru a její hostitelky Roshy. Lidé ze Země se s ním setkají na planetě Tok'rů, na jejíž symboly si Samantha Carterová vzpomněla z pozůstatků Jolinar. Protože však Jolinar zemřela zajímá se Martouf o Samantu, která byla poslední hostitelkou Jolinar. Martouf však nevědomky vystavil kontrolu nad svou myslí Goa'uldům, kteří z něj udělali za'tarca s cílem zabít prezidenta Spojených států. Carterová je nucena ho zabít, aby ho zachránila před autodestrukcí, kterou musí učinit každý za'tarc, ať splní úkol nebo ne. Tok'rům se už Martoufa zachránit nepodařilo, ale zachránili Lantashe, který je však ještě velmi slabý. Tok'ry však překvapí nečekaný útok Goa'uldů. Když začnou Goa‘uldi bombardovat povrch planety, začnou se podzemní tunely Tok'rů hroutit a rozbijí nádobu, v níž byl Lantash. SG-1 se zrovna také zdržovala v těchto prostorách. Lantash se dostal do poručíka Eliota, aby ho zachránil, protože byl zraněn. Na planetu Tok'rů byl vyslán pěší útok Jaffů, kteří měli najít vzorek nebo Tok'ru, který zná složení jedu, který zabíjí symbionty. Proto, aby Lantash zachránil SG-1 a Tok'ry, kteří unikli z tunelů, zůstal v lese, kde ho Jaffové našli a odnesli k bráně, kde jich byla většina. Vypustil jed a až se Jaffové otrávili prošli lidé i Tok'rové bránou.

### Selmak
Selmak je jedním z nejstarších a nejmoudřejších Tok'rů a člen Vysoké rady Tok'rů. Jeho první hostitelka, která se objevila v epizodě Tok'rové, byla Saroosh. Když Saroosh umírá stářím, Samantha Carterová navrhne svému otci Jacobovi Carterovi, aby se stal hostitelem Selmak, protože Selmak dokáže vyléčit Jacobovu rakovinou. Po rozhovoru se Saroosh Jacob souhlasí se spojením a stává se hostitelem Selmak.

### Ostatní
- Aldwin – Se poprvé objevil v epizodě Vyhánění čerta ďáblem, kde svrhl bombu do jádra měsíce Netu. Postavu hostitele ztvárnil herec William deVry.
- Cordesh – byl odhalený jako goa'uldský špion v epizodě Tok'rové, když bylo v jeho komnatě objeveno goa'uldské dálkové komunikační zařízení. Postavu hostitele ztvárnil herec Winston Rekert.
- Delek je vůdcem hnutí odporu Tok'rů a člen Vysoké rady a osobní přítel Tok'ry Selmak. Delek navštívil SGC v epizodě Umíráček. Delek se domníval, že Selmak byl kompromitován svou loajalitou k Tau'ri. Postavu hostitele ztvárnil herec Sebastian Spence.
- Egeria – Byla goa'uldská královna, která cítila, že bylo špatné používat jiné druhy jako otroky a násilně si je brát jako hostitele, tak plodila symbionty, kteří postrádali despotickou povahu Goa'uldů.
- Garshaw z Belotu – Byla členkou Nejvyšší Rady Tok'rů, když se SG-1 poprvé s Tok'ry setkala v epizodě Tok'rové. Postavu hostitelky Yosuf ztvárnila herečka Sarah Douglas.
- Jalen – Poprvé se objevila v průběhu diskuse, jak zničit slunce u planety Vorash v epizodě Exodus. Postavu hostitelky ztvárnila herečka Kirsten Williamson.
- Kanan – Je symbiont Tok'rů, které se spojil dočasně s Jackem O'Neillem, aby jej vyléčil po útoku viru od Antičky Ayiany, kterou našli zamrzlou v ledu Antarktidy.
- Kelmaa – byla Tok'ra, která se v epizodě Lék obětovala, aby ji mohla Egeria použít jako hostitele. Ztvárnila ji herečka Gwynyth Walsh.
- Khonsu z Amon Sheku – vydával se za nižšího Goa'ulda loajálního k Anubisovi v epizodě 6. série Hrdinové se snaží navázat kontakt s SG-1. Byl zabit svým vlastním Prvním mužem Herakem, který se tak stal Prvním mužem goa'ulda Anubise. Hostitele ztvárnil herec Adam Harrington.
- Korra – Se objevil pouze v epizodě Lovec Goa'uldů, který byl zvědem u Sokara a SG-1 je přinucena jej zajmout. Postavu hostitele ztvárnil herec Mark Holden.
- Malek– Je vůdce základny Tok'rů potom, co byla základna na planetě Revanna vystavena útoku Anubisovy flotily a zničena. Postavu hostitele ztvárnil herec Peter Stebbings.
- Ocker – Byl šéf bezpečnosti na základně Tok'rů v epizodě Svornost. Ocker byl zabit Anubisovým Ashrakem. Postavu hostitele ztvárnil herec Kimani Ray Smith.
- Per'sus – Je nejvyšší radní Nejvyšší Rady Tok'rů. Byl téměř zabit na planetě Vorash majorem Thomasem Grahamem, který byl proměněn v Za'tarca. postavu hostitele ztvárnil herec Andrew Jackson (herec).
- Dr. "Raullyová" – Se poprvé objevila v epizodě Otázka paměti. V epizodě Pod palbou poradí Carterové jak pomoci O'Neillovi se zbavit goa'ulda. Postavu hostitelky ztvárnila herečka Samantha Ferris.
- Ren'al
- Sina
- Thellas
- Tas'eem
- Thoran
- Zanuf
- Zarin